# Six Nations
Six Nations (dt. Sechs Nationen, im Zusammenhang mit dem derzeitigen Hauptsponsor Guinness seit 2019 auch Guinness Six Nations genannt) ist ein jährlich stattfindendes Turnier in der Sportart Rugby Union, an dem die Nationalmannschaften aus England, Frankreich, Irland, Italien, Schottland und Wales teilnehmen. Der Gewinner des Turniers gilt als inoffizieller Europameister.
Die Ursprünge des Turniers gehen auf das Jahr 1883 zurück, als erstmals die vier Home Nations England, Irland, Schottland und Wales gegeneinander spielten. Es wurde 1910 mit der Aufnahme Frankreichs zu Five Nations (Fünf Nationen) erweitert. In seiner heutigen Form besteht das Turnier seit 2000, nach der Aufnahme Italiens.
Der Turniersieger wird in fünf Runden nach dem Prinzip jeder gegen jeden ermittelt, wobei das Heimrecht für jede Paarung jährlich wechselt. Im Gegensatz zu den meisten anderen Rugby-Union-Wettbewerben wurde das sonst übliche Bonuspunktesystem bis zur Saison 2017 nicht angewandt, da die theoretische Möglichkeit besteht, dass das Ergebnis verändert wird. So wäre beispielsweise 2002 England Turniersieger nach Punkten geworden, obwohl Frankreich sämtliche Spiele gewann. Seit der Saison 2017 gilt jetzt das Bonuspunktesystem analog der meisten Rugby-Wettbewerbe. Es gibt 0 Punkte für den Verlierer, 2 Punkte für ein Unentschieden, vier Punkte für den Sieger, 1 Bonuspunkt für vier oder mehr gelegte Versuche und 1 Bonuspunkt für eine Niederlage mit weniger als acht Punkten Differenz.
Seit 2001 gibt es auch ein Six Nations Turnier der Frauen.

## Trophäen

Teilnehmerländer

Der Gewinner des Turniers erhält seit 1993 die aus Sterlingsilber bestehende Championship Trophy. Sie wurde von James Brent-Ward entworfen, von acht Londoner Silberschmieden gefertigt und hat einen Wert von 55.000 Pfund. Die Innenseite war ursprünglich ebenfalls aus Silber, erlitt aber wegen des Siegeschampagners Korrosionsschäden und wurde deshalb mit 22-karätigem Gold verkleidet.
Gewinnt eine britische oder die irische Mannschaft gegen die anderen drei home nations, so schafft sie eine Triple Crown. Zwei Mannschaften gelang es, viermal hintereinander einen solchen Erfolg zu erzielen; Wales (1976–1979) und England (1995–1998). Die meisten Triple Crowns (24) hat England gewonnen, gefolgt von Wales mit 18, Irland mit 13 und Schottland mit 10.
Der Sieger des Spiels England gegen Schottland erhält den Calcutta Cup, der Sieger des Spiels England gegen Irland die Millennium Trophy. Frankreich und Italien spielen um die Giuseppe-Garibaldi-Trophäe.
Nicht mit einer Trophäe verbunden, aber äußerst prestigeträchtig für eine Mannschaft ist ein Sieg gegen alle anderen Mannschaften während eines Turniers, ein so genannter Grand Slam. Fünfmal konnte eine Mannschaft zweimal hintereinander alle Spiele gewinnen: Wales (1908/09), England (1913/14, 1923/24, 1991/92) und Frankreich (1997/98). Drei Grand Slams hintereinander hat bisher noch keine Mannschaft geschafft. Rekordhalter ist England mit 14 Grand Slams, gefolgt von Wales mit zwölf, Frankreich mit zehn, Irland mit vier und Schottland mit drei Grand Slams. Wales war 2005 die bisher einzige Mannschaft, die den Grand Slam mit mehr Auswärts- als Heimsiegen schaffte. Im Jahr 2003 konnte England als bisher einzige Mannschaft im selben Jahr einen Grand Slam erzielen und die Weltmeisterschaft gewinnen.

## Spielorte
Die Spielorte des Six-Nations-Turniers sind:
|           | England            | Frankreich      | Irland        | Italien         | Schottland          | Wales              |
| --------- | ------------------ | --------------- | ------------- | --------------- | ------------------- | ------------------ |
| Stadion   | Twickenham Stadium | Stade de France | Aviva Stadium | Stadio Olimpico | Murrayfield Stadium | Millennium Stadium |
| Ort       | London             | Saint-Denis     | Dublin        | Rom             | Edinburgh           | Cardiff            |
| Kapazität | 82.000             | 81.338          | 51.700        | 72.698          | 67.144              | 73.931             |

## Hymnen
Obschon God Save the King als Nationalhymne des ganzen Vereinigten Königreichs gilt, wird es nur vor Partien mit Beteiligung Englands gespielt. Wales und Schottland besitzen eigene Hymnen. Da die irische Mannschaft sowohl die Republik Irland als auch Nordirland vertritt, wird bei Auswärtsspielen eine eigens zu diesem Zweck geschaffene Hymne und bei Heimspielen in der Republik Irland zusätzlich die Nationalhymne Amhrán na bhFiann gespielt.
- England: God Save the King
- Frankreich: La Marseillaise
- Irland: Ireland’s Call
- Italien: Fratelli d’Italia
- Schottland: Flower of Scotland
- Wales: Hen Wlad Fy Nhadau

## Geschichte

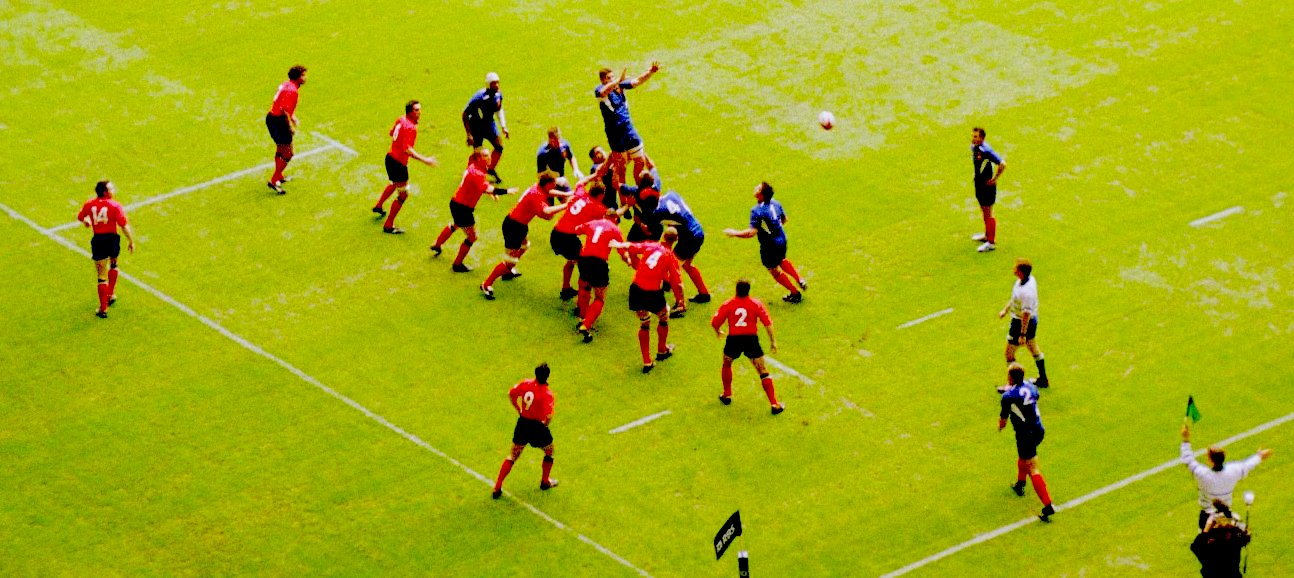
Six Nations 2004: Wales gegen Frankreich

1871 trafen England und Schottland im allerersten Rugby-Länderspiel aufeinander. Nach zwölf Jahren mit gelegentlichen Freundschaftsspielen fand 1883 die erste Home International Championship statt, an der England, Irland, Schottland und Wales teilnahmen. England wurde erster Turniersieger und auch erster Gewinner der Triple Crown.
1888 und 1889 wurde England aus dem Turnier ausgeschlossen, da der englische Verband sich weigerte, dem International Rugby Board beizutreten und aus diesem Grund boykottiert wurde. England und Schottland machten den Turniersieg unter sich aus, bis Wales 1893 zum ersten Mal gewann. Im darauf folgenden Jahr konnte erstmals Irland einen Turniersieg feiern. Wales durfte 1897 und 1898 nicht teilnehmen, da Kapitän Arthur Gould eine finanzielle Anerkennung erhalten hatte und die übrigen Verbände dies als unerlaubten Professionalismus betrachteten. Erst Goulds Rücktritt löste dieses Problem.
Obwohl die walisischen Turniersiege 1908 und 1909 noch in die Home-Nations-Ära fallen, gelten diese als Grand Slams, da die Waliser in beiden Jahren auch Frankreich schlugen. Im Jahr 1910 schufen die Franzosen, die bis dahin vier Mal am Turnier teilgenommen hatten, den Begriff „Five Nations“, der dann offiziellen Status erhielt. England war der erste Turniersieger dieser Ära, Wales im darauf folgenden Jahr der erste Grand-Slam-Sieger. Von 1915 bis 1919, während des Ersten Weltkriegs und der unmittelbaren Nachkriegszeit, konnte das Turnier nicht ausgetragen werden.
Nach dem Turnier von 1931 wurde Frankreich wegen der schleichenden Professionalisierung der Liga und wegen Gewalt auf dem Spielfeld ausgeschlossen. Die Sperre wurde 1939 zwar aufgehoben, doch der Zweite Weltkrieg verhinderte bis 1947 die Austragung des Five-Nations-Turniers. Die Franzosen wurden im Jahr 1954 erstmals Turniersieger. Bis zu den 1970er Jahren entwickelte sich Five Nations zum mit Abstand bedeutendsten Turnier der nördlichen Hemisphäre mit durchwegs ausverkauften Spielen und hohen TV-Einschaltquoten.
Das Turnier von 1972 musste wegen des Nordirlandkonflikts vorzeitig beendet werden, so dass es keinen Sieger gab. Nach dem Blutsonntag in Derry war die britische Botschaft in Dublin von einem aufgebrachten Mob niedergebrannt worden und zahlreiche Spieler hatten Drohbriefe erhalten. Schottland und Wales weigerten sich, zu den noch bevorstehenden Auswärtsspielen in Irland anzutreten und begründeten dies mit der mangelnden Sicherheit. Die darauf folgende Saison endete völlig ausgeglichen; jede Mannschaft gewann und verlor je zweimal, so dass es fünf Sieger gab.
Bis 1993 hatte es für die Siegermannschaft keine Trophäe gegeben, bis zur Schaffung der Five Nations Championship Trophy. Frankreich war die erste Mannschaft, die den neuen Pokal in Empfang nehmen durfte. 1999 war Schottland der letzte Sieger von Five Nations, da das Turnier im Jahr 2000 mit der Aufnahme Italiens zu Six Nations erweitert wurde. Die erste Austragung mit sechs Mannschaften entschied England für sich.

## Sieger
TC: Triple Crown
GS: Grand Slam

### Home International Championship 1883–1909
- 1883: England (TC)
- 1884: England (TC)
- 1885: Turnier abgebrochen
- 1886: England und Schottland
- 1887: Schottland
- 1888: Turnier unvollständig[4]
- 1889: Turnier unvollständig[5]
- 1890: England und Schottland
- 1891: Schottland (TC)
- 1892: England (TC)
- 1893: Wales
- 1894: Irland (TC)
- 1895: Schottland
- 1896: Irland
- 1897: Turnier unvollständig[6]
- 1898: Turnier unvollständig[7]
- 1899: Irland (TC)
- 1900: Wales (TC)
- 1901: Schottland (TC)
- 1902: Wales (TC)
- 1903: Schottland (TC)
- 1904: Schottland
- 1905: Wales (TC)
- 1906: Wales und Irland
- 1907: Schottland (TC)
- 1908: Wales (GS)
- 1909: Wales (GS)

### Five Nations 1910–1931
- 1910: England
- 1911: Wales (GS)
- 1912: England und Irland
- 1913: England (GS)
- 1914: England (GS)
- 1920: England, Schottland, Wales
- 1921: England (GS)
- 1922: Wales
- 1923: England (GS)
- 1924: England (GS)
- 1925: Schottland (GS)
- 1926: Irland und Schottland
- 1927: Irland und Schottland
- 1928: England (GS)
- 1929: Schottland
- 1930: England
- 1931: Wales

### Home International Championship 1932–1939
- 1932: England, Irland, Wales
- 1933: Schottland (TC)
- 1934: England (TC)
- 1935: Irland
- 1936: Wales
- 1937: England (TC)
- 1938: Schottland (TC)
- 1939: England, Irland, Wales

### Five Nations 1940–1999
- 1947: England und Wales
- 1948: Irland (GS)
- 1949: Irland (TC)
- 1950: Wales (GS)
- 1951: Irland
- 1952: Wales (GS)
- 1953: England
- 1954: England (TC), Frankreich, Wales
- 1955: Frankreich und Wales
- 1956: Wales
- 1957: England (GS)
- 1958: England
- 1959: Frankreich
- 1960: England (TC) und Frankreich
- 1961: Frankreich
- 1962: Frankreich
- 1963: England
- 1964: Schottland und Wales
- 1965: Wales
- 1966: Wales
- 1967: Frankreich
- 1968: Frankreich (GS)
- 1969: Wales (TC)
- 1970: Frankreich und Wales
- 1971: Wales (GS)
- 1972: Turnier abgebrochen
- 1973: England, Frankreich, Irland, Schottland und Wales
- 1974: Irland
- 1975: Wales
- 1976: Wales (GS)
- 1977: Frankreich (GS)
- 1978: Wales (GS)
- 1979: Wales (GS)
- 1980: England (GS)
- 1981: Frankreich (GS)
- 1982: Irland (TC)
- 1983: Frankreich und Irland
- 1984: Schottland (GS)
- 1985: Irland (TC)
- 1986: Frankreich und Schottland
- 1987: Frankreich (GS)
- 1988: Frankreich und Wales (TC)
- 1989: Frankreich
- 1990: Schottland (GS)
- 1991: England (GS)
- 1992: England (GS)
- 1993: Frankreich
- 1994: Wales
- 1995: England (GS)
- 1996: England (TC)
- 1997: Frankreich (GS)
- 1998: Frankreich (GS)
- 1999: Schottland

### Six Nations 2000–heute
- 2000: England
- 2001: England
- 2002: Frankreich (GS)
- 2003: England (GS)
- 2004: Frankreich (GS)
- 2005: Wales (GS)
- 2006: Frankreich
- 2007: Frankreich
- 2008: Wales (GS)
- 2009: Irland (GS)
- 2010: Frankreich (GS)
- 2011: England
- 2012: Wales (GS)
- 2013: Wales
- 2014: Irland
- 2015: Irland
- 2016: England (GS)
- 2017: England
- 2018: Irland (GS)
- 2019: Wales (GS)
- 2020: England (TC)
- 2021: Wales (TC)
- 2022: Frankreich (GS)
- 2023: Irland (GS)
- 2024: Irland
- 2025: Frankreich

### Erfolgsbilanz
|                  | England | Frankreich | Irland | Italien | Schottland | Wales |
| ---------------- | ------- | ---------- | ------ | ------- | ---------- | ----- |
| Teilnahmen       | 129     | 96         | 131    | 26      | 131        | 131   |
| Ungeteilte Siege | 29      | 19         | 16     | –       | 15         | 28    |
| Geteilte Siege   | 10      | 8          | 8      | –       | 9          | 11    |
| Grand Slams      | 13      | 10         | 4      | –       | 3          | 12    |
| Triple Crowns    | 26      | n/a        | 14     | n/a     | 10         | 22    |

## Rekorde
|             | Spiel | Spiel | Turnier | Turnier                                                                                                   | Karriere | Karriere                     |
| ----------- | ----- | --- | ------- | --- | -------- | ---------------------------- |
| Punkte      | 35    | Jonny Wilkinson (England – Italien, 2001) | 89      | Jonny Wilkinson (2001)                                                                                    | 566      | Johnny Sexton (2009–2023)    |
| Versuche    | 5     | G.C. Lindsay (Schottland – Wales, 1887) | 8       | Cyril Lowe (1914) Ian Scott Smith (1925)                                                                  | 26       | Brian O’Driscoll (2000–2014) |
| Erhöhungen  | 9     | Jonny Wilkinson (England – Italien, 2001) Paddy Jackson (Irland – Italien, 2017) | 24      | Jonny Wilkinson (2001)                                                                                    | 102      | Johnny Sexton (2009–2023)    |
| Straftritte | 7     | Simon Hodgkinson (England – Wales, 1991) Rob Andrew (England – Schottland, 1995) Jonny Wilkinson (England – Frankreich, 1999) Neil Jenkins (Wales – Italien, 2000) Gérald Merceron (Frankreich – Italien, 2002) Chris Paterson (Schottland – Wales, 2007) Leigh Halfpenny (Wales – Schottland, 2013) Maxime Machenaud (Frankreich – England, 2016) | 19      | Leigh Halfpenny (2013)                                                                                    | 109      | Ronan O’Gara (2000–2013)     |
| Dropgoals   | 3     | Pierre Albaladejo (Frankreich – Irland, 1960) Jean-Patrick Lescarboura (Frankreich – England, 1985) Diego Domínguez (Italien – Schottland, 2000) Neil Jenkins (Wales – Schottland, 2001) | 5       | Guy Camberabero (1967) Diego Domínguez (2000) Neil Jenkins (2001) Jonny Wilkinson (2003) Dan Parks (2010) | 11       | Jonny Wilkinson (1998–2011)  |